# 舊烏利維球場
舊烏利維球場（Gamla Ullevi）是位於瑞典哥德堡的足球場，於2009年4月5日開放，取代該城建於1916年同樣名為舊烏利維的球場，其本名原為「烏利維球場」（Ullevi），直到1958年為世界盃而建的「新烏利維球場」（Nya Ullevi）揭幕才改稱「舊烏利維球場」。